# James May
James Daniel May, (Bristol, Egyesült Királyság, 1963. január 16. –) becenevén "Lassú kapitány", angol televíziós műsorvezető, újságíró és író. A BBC nagy sikerű Top Gear című műsorának a társműsorvezetője Jeremy Clarkson és Richard Hammond mellett, valamint különféle dokumentumfilm narrátora.

## Élete
A Top Gear 2001-ben végetért eredeti szériájának is műsorvezetője volt egy rövid ideig, majd a széria 2002-es megújítását követően csatlakozott újra a sorozathoz ahol Jason Dawe-et váltotta. Emellett számos DVD-je és könyve jelent meg tudományos témákban, heti rendszerességgel publikál a The Daily Telegraph autós hasábjaiban.